# Solni rudnik Khevra
Solni rudnik Khevra (urdujsko کھیوڑہ نمک کان‎), znan tudi kot rudnik soli Mayo, je drugi največji rudnik soli na svetu, ki je v mestu Khevra, Pandžab, Pakistan. Rudnik je v Solnem gorovju planote Potohar, ki se dviga iz nižine Inda v Pandžabu.
Rudnik je znan po proizvodnji rožnate soli Khevra, ki se pogosto trži kot himalajska sol in je velika turistična atrakcija, ki privabi do 250.000 obiskovalcev na leto. Njegova zgodovina sega v čas, ko so ga odkrile Aleksandrove čete leta 326 pr. n. št., vendar je začel trgovati v Mogulskem obdobju. Glavni predor na tleh je razvil H. Warth, rudarski inženir, leta 1872 med britansko vladavino. Po osamosvojitvi je BMR prevzel lastništvo do leta 1956, nato pa je bil lastnik rudnikov PIDC do leta 1965. Po indijsko-pakistanski vojni leta 1965 je WPIDC prevzel upravljanje rudnikov soli, leta 1974 pa je rudnik prevzela Pakistan Mineral Development Corporation, ki še vedno ostaja največji vir soli v državi, saj proizvede več kot 350.000 ton letno približno 99 % čistega halita. Ocene zalog soli v rudniku se gibljejo od 82 milijonov ton do 600 milijonov ton.

## Geologija
Solni rudnik Khevra je izkopan v dnu debele plasti močno nagubanih, prepokanih in raztegnjenih ediakarskih do zgodnjih kambrijskih evaporitov formacije Solno gorovje. Ta geološka formacija je sestavljena iz bazalne plasti kristalnega halita, ki je prepleten s kalijevo soljo. To osnovno plast prekriva gipsiferni lapor, ki je prekrit z vmesnimi sloji sadre in dolomita z redkimi plastmi oljnega skrilavca. Te plasti prekriva 200 do 500 metrov neoproterozojskih do eocenskih sedimentnih kamnin, ki so bile dvignjene in erodirane skupaj s formacijo Solno gorovje, da bi ustvarile Solno gorovje na južnem robu planote Potohar. Ediakarski do zgodnji kambrijski evaporiti formacije Solno gorovje so bili potisnjeni proti jugu čez neoproterozojske do eocenske sedimentne kamnine za veliko kilometrov, ki so tektonsko vključevali fragmente spodaj ležečih mlajših plasti znotraj teh evaporitov. Solno gorovje je južni rob dobro opisanega pasu gub in narivov, ki leži pod celotno planoto Potohar in se je razvil južno od Himalaje kot posledica stalnega trka med Indijo in Evrazijo.
Palinomorfi (organski mikrofosili) so bili uporabljeni za sklepanje o starosti formacije Solno gorovje in njenih solnih plasti, ki so izpostavljene v rudniku soli Khevra. Birbal Sahni je na primer med delom z Geološkim zavodom Indije v 1930-ih in 1940-ih poročal o najdbi dokazov o kritosemenkah, golosemenkah in žuželkah v rudniku, za katere je menil, da izvirajo iz eocenskega obdobja. Vendar pa je na podlagi dodatnih geoloških podatkov kasnejša raziskava prišla do zaključka, da so bili ti palinomorfi onesnaževalci.

## Zgodovina
Solni rudnik Khevra je znan tudi kot rudnik soli Mayo v čast Lordu Mayu, ki ga je obiskal kot podkralj Indije. Zaloge soli v Khevri so odkrili, ko je Aleksander Veliki med svojo indijsko kampanjo prečkal regiji Džhelum in Mianvali. Rudnika pa ni odkril Aleksander, niti njegovi zavezniki, temveč konji njegove vojske, ko so jih našli med lizanjem kamnov. Tudi oboleli konji njegove vojske so okrevali po lizanju kamene soli. V Mogulskem obdobju se je s soljo trgovalo na različnih trgih, vse do Srednje Azije. Ob padcu Mogulskega cesarstva so rudnik prevzeli Sikhi. Hari Singh Nalva, vrhovni poveljnik Sikhov, je delil upravljanje Solnega gorovja z Gulabom Singhom, radžo Džamuja. Prvi je nadzoroval rudnik Varča, drugi pa Khevra. Sol, pridobljena med vladavino Sikhov, so jedli in uporabljali kot vir prihodkov.
Leta 1872, nekaj časa po tem, ko so prevzeli ozemlje Sikhov, so Britanci rudnik razvijali naprej. Ugotovili so, da je bilo rudarjenje neučinkovito, z nepravilnimi in ozkimi rovi in vhodi, zaradi katerih je bilo gibanje delavcev težko in nevarno. Oskrba z vodo v rudniku je bila slaba, skladišča za nakopano sol pa ni bilo. Edina cesta do rudnika je bila po zahtevnem, kamnitem terenu. Za rešitev teh težav je vlada izravnala cesto, zgradila skladišča, zagotovila oskrbo z vodo, izboljšala vhode in predore ter uvedla boljši mehanizem za izkopavanje soli. Uvedene so bile kazni za nadzor nad tihotapljenjem soli.

## Lokacija
Solni rudnik Khevra je v Pind Dadan Kan Tehsil v okrožju Džhelum. Približno 160 km od Islamabada in Lahoreja je dostopen po avtocesti M-2, približno 30 kilometrov od križišča Lilla, medtem ko gre proti Pind Dadan Kanu. Rudnik je v gorah, ki so del območja soli, z minerali bogatega gorskega sistema, ki se razteza približno 200 km od reke Džhelum južno od planote Potohar do reke Ind blizu Kalabagha. Rudnik Khevra je približno 288 metrov nad morsko gladino in približno 730 metrov v goro od vhoda v rudnik. Podzemni rudnik pokriva površino 110 km².

## Proizvodnja
Ocene skupnih zalog soli v rudniku segajo od 82 milijonov ton do več kot 600 milijonov ton. V surovi obliki vsebuje zanemarljive količine kalcija, magnezija, kalijevih sulfatov in vlage; vsebuje tudi železo, cink, baker, mangan, krom in svinec kot elemente v sledovih. Sol iz Khevre, znana tudi kot sol Khevra, je rdeča, rožnata, umazano bela ali prozorna. V prvih letih britanske vladavine je rudnik Khevra proizvedel približno 28.000 do 30.000 ton na leto; povečala se je na približno 187.400 ton na leto za pet proračunskih let, ki so se končala 1946–47 in na 136.824 ton za dve leti, ki sta se končali 1949–50, s sistematičnim delom, ki ga je uvedel H. Warth. Proizvodnja rudnika je leta 2003 poročala o 385.000 ton soli na leto, kar predstavlja skoraj polovico skupne proizvodnje kamene soli v Pakistanu. Pri tej stopnji proizvodnje bi predor predvidoma deloval še 350 let.
Rudnik obsega devetnajst nadstropij, od tega enajst pod zemljo. Od vhoda se rudnik razteza približno 730 metrov v gore, skupna dolžina njegovih rovov pa je približno 40 km. Pridobivanje se izvaja po metodi prostorov in stebrov, pri čemer se izkoplje samo polovica soli, preostala polovica pa ostane za podporo tistemu, kar je zgoraj. Temperatura v rudniku skozi vse leto ostaja približno 18–20 °C. 610 mm ozkotirna železniška proga Khewra Salt Mines Railway, položena v času Britanije, se uporablja za odvoz soli iz rudnika v železniških vagonih.
Sol Khevra je najbolj znana kamena sol v Pakistanu. Uporablja se za kuhanje, kot kopalna sol, slanica in kot surovina za številne industrije, vključno z obratom za natrijev karbonat, ki ga je leta 1940 postavil AkzoNobel. Sol iz rudnika Khevra se uporablja tudi za izdelavo okrasnih predmetov, kot so svetilke, vaze, pepelniki in kipi, ki se izvažajo v ZDA, Indijo in številne evropske države. Uporaba kamene soli za izdelavo umetniških in okrasnih predmetov se je začela v Mogulskem obdobju, ko so številni obrtniki izdelovali namizno posodo in okraske iz nje. Warth je uvedel uporabo stružnice za izrezovanje umetniških del iz kamene soli, saj je ugotovil, da je po fizičnih lastnostih podobna mavcu.
Leta 2008 se je pakistanska vlada odločila prodati sedemnajst donosnih organizacij, vključno z rudniki soli Khevra, vendar je bil načrt odložen. Rudnik zdaj upravlja Pakistan Mineral Development Corporation, vladni oddelek.

## Turizem
Solni rudnik Khevra je velika turistična atrakcija s približno 250.000 obiskovalci letno, kar mu prinese znatne prihodke. Obiskovalce popeljejo v rudnik po železnici. V notranjosti so številni bazeni s slano vodo. Badšahi Masjid je bila zgrajena v rudarskih rovih z raznobarvnimi solnimi opekami pred približno petdesetimi leti. Druge umetniške rezbarije v rudniku so replika Minar-e-Pakistana, kip Alame Ikbala, kopica kristalov, ki sestavljajo ime Mohamed v urdujski pisavi, model Velikega kitajskega zidu in model ulice Mall Road Murree. Leta 2003 sta bili izvedeni dve fazi razvoja turističnih objektov in zanimivosti v skupni vrednosti 9 milijonov rupij. Leta 2007 je bil ustanovljen klinični oddelek z 20 posteljami, ki je stal 10 milijonov rupij za zdravljenje astme in drugih bolezni dihal s solno terapijo. Dogodek Visit Pakistan Year 2007 je vključeval obisk safarija z vlakom v rudniku soli Khevra. Februarja 2011 so pakistanske železnice začele voziti posebne vlake za turiste od Lahoreja in Ravalpindija do Khevre. V ta namen je bila s pomočjo zasebnega podjetja prenovljena železniška postaja Khevra.
Druge zanimivosti za obiskovalce v rudniku so 75 metrov visoka zborna dvorana Pul-Saraat, slani most brez stebrov čez 25 metrov globok ribnik s slanico; Šeesh Mahal (Palača ogledal), kjer so kristali soli svetlo rožnati in kavarna.
- Znotraj rudnika soli je zgrajena mošeja
- Kamena sol poskrbi za čudovito teksturo na stenah in stropu
- Rečeno je, da so te sobe izkopali v času Mogulov
- Odsev v slani vodi v rudnikih soli Khevra
- Kristalna dolina, tunel s kristali v steni in strehi, obsijan s pisanimi lučmi
- Umetniško delo s kameno soljo
- Kopija Minaar-e-Pakistan iz kamene soli
- Stene iz kamene soli

## Drugi projekti
Pakistan Mineral Development Corporation je v Khevri leta 1971 ustanovil Mine Survey Institute. Inštitut izvaja raziskave rudnikov, organizira tečaje v zvezi z rudarstvom za rudarje in je ustanovil Khewra Model High School in Khewra Women College. Rudarji so tudi dobili pomembno okoljsko tožbo proti rudarskemu podjetju zaradi zagotavljanja neonesnažene pitne vode. Voda, ki je bila na voljo prebivalcem Khevre, je bila onesnažena s soljo, premogom in drugimi rudarskimi dejavnostmi v bližini. Ta primer je mednarodno priznan kot pomemben v zvezi z odnosom med človeštvom in okoljem.
Leta 2003, ko je pakistanska vlada iskala načine za povečanje strateške zaloge nafte v državi na 90 dni, je PMDC predlagal uporabo rudnikov Khevra za shranjevanje strateških zalog nafte. Znanstvena poročila so potrdila izvedljivost tega predloga, vendar je bil zavrnjen.

## Poplave leta 2010
Leta 2010 je med hudourniškim deževjem po celem Pakistanu voda iz bližnjega nullaha (potoka) prišla v rudnik in dosegla globino 61 cm ter blokirala izhode, nakar so rudnik začasno zaprli. Kasneje so ga ponovno odprli in ostaja odprt.